# Digitenne
Digitenne is een Nederlands netwerk voor digitale radio en televisie via de ether. De hiervoor gebruikte standaard is DVB-T2 HD. Via dit netwerk kunnen de Nederlandse publieke omroepen gratis worden ontvangen, mits men in het bezit is van een geschikt televisietoestel of losse ontvanger. Het is ook mogelijk om een abonnement af te sluiten voor de ontvangst van commerciële en buitenlandse omroepen via dit netwerk; de benodigde apparatuur krijgt men dan te huur van KPN. In het Digitenne-pakket zitten circa 30 televisiezenders en 28 radiozenders. Daarnaast is er een uitbreidingspakket met twee sportkanalen. Men kan drie abonnementen op één adres afsluiten voor meerdere televisies. Voor het tweede of derde abonnement geldt dan een gereduceerd tarief.

## Geschiedenis

### Ontwikkeling
Nozema begon in 1993 in Nederland met de ontwikkeling van DVB-T en in september 1996 presenteerde het bedrijf de grondslag voor het systeem tijdens de International Broadcasting Convention (IBC) in Amsterdam. Vanaf december 1997 werden er testuitzendingen gedaan via een DVB-T-zender in Lopik. In mei 2000 ging er een zender de lucht in die het regionale televisieprogramma van Utrecht uitzond op de digitale manier (DVB-T). Deze zender werd ontvangen door enkele kleine kabelbedrijven, die het signaal converteerden naar een analoog televisiesignaal en het daarna verspreidden.

### Stichting Digitenne
Onder de naam Digitenne werd in 1999 een stichting opgericht die de introductie van DVB-T in Nederland moest gaan verzorgen. Nozema, KPN en NOB kregen ieder 30 procent van de aandelen in handen. De overige 10 procent kwam in handen van de publieke en commerciële omroepen, verenigd in Cahanoves Beheer.
In het najaar 2001 begon de aanvraagprocedure voor een vergunning voor commercieel gebruik van DVB-T. Op 31 januari 2002 kreeg Digitenne toestemming het netwerk tot en met 31 januari 2017 te exploiteren. De nieuwe vergunning is ingegaan op 1 februari 2017 in en heeft een looptijd van 13 jaar.

### Ontwikkeling van het netwerk
In het voorjaar van 2003 werd, na een uitstel van een half jaar, het Digitenne-signaal actief in het gebied rond Amsterdam, Haarlem, Alphen aan den Rijn, Hilversum en Almere. Vanaf 1 mei 2004 was Digitenne in vrijwel de gehele Randstad te ontvangen. De rest van het netwerk kon pas een paar jaar later worden uitgebreid, omdat eerst het analoge televisiesignaal uit de lucht gehaald moest worden.
In het voorjaar van 2004 kochten Nozema en KPN elk 10% van de aandelen in Digitenne over van het NOB, omdat het NOB niet meer investeerde. Vanaf het najaar van 2004 begon KPN ook zelf met de verkoop van het Digitenne-zenderpakket onder de naam KPN digitale TV. Bestaande internet- en/of telefoonklanten van KPN kregen korting op de abonnementsprijs.
Begin 2006 telde Digitenne circa 60.000 en KPN circa 100.000 DVB-T-klanten.

### Overname van Nozema door KPN
Eind 2005 gaf KPN aan dat ze Nozema wilde overnemen, mede vanwege het belang in Digitenne. In het voorjaar van 2006 kreeg KPN daarvoor toestemming. Tevens nam KPN de resterende aandelen van de NOB over. Hiermee had KPN 90% van de aandelen van Digitenne in handen. De nieuwe naam voor Nozema Services werd KPN Broadcast Services.
KPN heeft sindsdien een semi-monopolie in de digitale ethermarkt. De overname was omstreden, mede omdat in de licentievoorwaarden stond dat de minister van Economische Zaken gerechtigd was de licentie in te trekken als een dominante telecomoperator een aanmerkelijk belang in Digitenne en daarmee de controle op Digitenne zou verkrijgen. Ondanks dat KPN een dominante operator is stonden de toenmalige ministers Laurens Jan Brinkhorst en opvolgend minister Joop Wijn van Economische Zaken en Gerrit Zalm van Financiële Zaken de overname toe. Joop Wijn heeft aan het eind van zijn ministerschap, als demissionair minister, de beleidsregel geschrapt.
Vanaf het najaar van 2006 konden nieuwe abonnementen uitsluitend nog bij KPN worden besteld.

### Uitschakeling analoge ethertelevisie
Op 11 december 2006 werd het analoge televisiesignaal via de ether uit de lucht gehaald. Vanaf dat moment zijn NPO 1, 2 en 3 en de regionale omroepen in heel Nederland alleen in digitale vorm free-to-air via de ether te ontvangen. De radiostations gingen ook via Digitenne uitzenden, maar de analoge radiozenders bleven. De betaalde zenders werden in 2007 toegevoegd.
In 2010 bereikte KPN de top op Digitenne-gebied met circa 900.000 klanten. In datzelfde jaar begonnen ook Scarlet (later Stipte) en EDPnet met het aanbieden van het Digitenne pakket. In 2013 kwam Canal Digitaal met CanalTenne daar bij. In 2018 zijn ze hier weer mee gestopt na de overgang naar HD.

### Nieuwe uitzendlicentie: Ombouw naar HD
De oorspronkelijke Digitenne-vergunning liep eind 2017 af. De overheid wilde Digitenne tot 2020 in de lucht houden, maar KPN zou dan in 2017 moeten overstappen op de nieuwe standaard DVB-T2. KPN wilde echter niet de kosten gaan betalen voor nieuwe decoders die klanten nodig hebben. Eind 2015 besloot het Ministerie van Economische Zaken om de frequenties te gaan veilen voor een periode van 13 jaar. De licentieveiling zou in eerste instantie op 4 juli 2016 plaatsvinden, maar een van de twee geïnteresseerde partijen trok zich terug. Daarmee was KPN de enige overgebleven partij. Het bedrijf kreeg vervolgens een nieuwe vergunning die geldig is tot 1 februari 2030. Tussen oktober 2018 en juli 2019 is het Digitenne-netwerk gefaseerd omgebouwd naar DVB-T2, waarmee HD-kwaliteit mogelijk werd. De ontvangers van klanten werden kosteloos omgeruild.

### Abonneeverlies
Het aantal abonnees van Digitenne daalde tussen 2013 en 2022 flink. Eind 2013 telde de dienst 591.000 klanten, begin 2015 waren dat er 478.000. en in het tweede kwartaal van 2018 waren er nog ongeveer 200.000. In het eerste kwartaal van 2020 telde de dienst 147.000 abonnees en in eerste kwartaal van 2021 waren er nog maar 108.000 klanten,en in eerste kwartaal van 2022 waren er nog maar 95.000 klanten.. Ten tijde van juli 2023 is het aantal abonnees gedaald naar 79.000 . Dit komt onder andere door het beperkte aanbod en omdat de abonnementsprijs de afgelopen jaren flink is verhoogd, waardoor alternatieven aantrekkelijker zijn geworden.
Het abonneeverlies bij Digitenne houdt niet in dat KPN deze klanten ook daadwerkelijk allemaal heeft verloren. Er zijn ook abonnees die de overstap maken naar interactieve televisie van KPN.

## Ontvangstbenodigdheden

### Ontvangers
Voor ontvangst van alleen de gratis zenders is een televisietoestel nodig dat DVB-T2 HD (DVB-T2 met HEVC/H.265) ondersteunt. Voor de betaalde zenders moet daarenboven het televisietoestel worden voorzien van een insteekkaart die KPN aan zijn abonnees levert.
Voor mensen die alleen de gratis zenders willen ontvangen en geen geschikt televisietoestel hebben, zijn er losse ontvangers voor DVB-T2 HD te koop. KPN biedt voor abonnees zonder geschikt televisietoestel ook een losse ontvanger aan om zowel de gratis als de betaalde zenders te kunnen ontvangen.

### Antenne
Voor de ontvangst van Digitenne wordt meestal gebruikgemaakt van een actieve antenne van het type DASC. In een dergelijke antenne is een signaalversterker ingebouwd. De stroomvoorziening voor deze versterker loopt hierbij via de coaxkabel tussen de antenne en de ontvanger. Losse ontvangers leveren vrijwel altijd de benodigde stroom. Televisietoestellen leveren daarentegen vrijwel nooit de beschikbare stroom, er is dan een power inserter nodig. De power inserter krijgt zijn stroom doorgaans via een USB-poort op het televisietoestel of via een USB-oplader. 
Er zijn zowel actieve binnen- als buitenantennes. Buitenantennes geven vaak een betere ontvangst.
Oude UHF-antennes die werden gebruikt voor de ontvangst van analoge televisie zijn ook bruikbaar voor ontvangst van Digitenne. Deze antennes moeten, vanwege de verticale polarisatie van het Digitenne-signaal, meestal een kwartslag gedraaid worden. Bij een yagi-antenne moeten de staafjes dus verticaal staan.